# Cupa
Cupa (în greacă Κούπα, în meglenoromână Cúpă) este un sat în Meglen din regiunea Macedonia Centrală din Grecia, cu 68 de persoane (2001). 

## Geografie
Satul este situat sus in partea de nord-est a muntelui Paic. Este la o distanță de aproximativ 30 km nord-est de satul Exaplamanos, 30 de km nord-vest de orașul Axiupoli și la 5 km sud-vest satul meglenoromân Liumnița.

## Istorie

### În Imperiul Otoman
La sfârșitul secolului al XIX-lea, Cupa este una dintre satele meglenoromâne din Meglen caza Gevghelia în Imperiul Otoman. Biserica Adormirii Maicii Domnului din Cupa este din prima jumătate a secolului al XIX-lea.  Alexander Sinne (" Les Grecs de l'Empire Ottoman. Etude Statistique et Ethographique "), pe baza datelor grecești, scria în 1878 că în Cupa (Koupa), în Dieceza Meglen, trăiesc 480 de greci. 
În sat în 1895 - 1896 a fost înființat un comitet de IMROO cu liderul Dimo Popov. 
Potrivit statisticilor lui Vassil Kănciov (" Macedonia, etnografie și statistică ") din 1900, 600 de meglenoromâni creștini trăiesc în Cupa.  Potrivit secretarului exarhatului bulgar Dimitar Mishev (" La Macédoine et Sa Population Chrétienne ") în 1905, în Cupa trăiesc 468 de meglenoromâni, iar în sat există o școală meglenoromână . 
Potrivit Exarhatului în 1910, Cupa avea 102 familii, 600 de meglenoromâni și o biserică. 
La izbucnirea războiului balcanic din 1912, doi oameni din Cupa au fost voluntari în Corpul macedonean-adrianopol . 

### În Grecia
În timpul războiului, trupele grecești au intrat în sat, iar după al doilea război balcanic, Cupa a fost anexată de Grecia. 

## Legături externe
- Theodor Capidan, Meglenoromania, istoria și discursul lor, voi. I, București, 1925, p.26.